# Senjanović
Senjanović, stara splitska težačka obitelji iz Velog Varoša, koja se doselila iz Senja u 15. stoljeću. Prvi se put javljaju 1477. godine, kada se spominje Mate iz Senja. Godine 1566. prvi put bilježimo prezime Senjanović kod članova obitelji. Iste je godine zabilježeno da je Ante Senjanin član bratovštine sv. Marije na Poljudu, a Stjepan Senjanin bratovštine sv. Mihovila.
U zemljišniku iz 1832. popisano je trideset i šest članova obitelji Senjanović, a posjeduju 61.427 m2 zemlje na području Pojišana, Karepovca, Mejaša, Kocunara, Poljuda, Meja, Varoša i dr.

## Poznati Senjanovići
- Đermano Senjanović (1923. – 1942.) - hrvatski antifašistički borac, revolucionar, komunist i narodni heroj Jugoslavije.
- Đermano Ćićo Senjanović (1949. – 2013.) - hrvatski novinar i humorist
- Goran Senjanović (r. 1950.) - teorijski fizičar
- Ivo Senjanović (r. 1940.) - hrvatski akademik
- Petar Senjanović (1876. – 1955.) - hrvatski graditelj